# Sarah Noriega
Sarah Beth Noriega (Coon Rapids, 24 aprile 1976) è un'ex pallavolista statunitense.
Giocava nel ruolo di schiacciatrice.

## Carriera
La carriera di Sarah Noriega inizia nella Loyola Marymount University, con la quale prende parte alla NCAA Division I dal 1994 al 1997. Terminata l'università entra subito a far parte della nazionale statunitense, con la quale debutta nel 1998 e resta in collegiale per due anni: si aggiudica così la medaglia di bronzo ai XIII Giochi panamericani e la medaglia d'argento al campionato nordamericano 1999; nel 2000, inoltre, partecipa ai XXVII Olimpiade di Sydney.
Nella stagione 2000-01 inizia la carriera professionistica nella Serie A2 italiana con la maglia dell'AGIL Volley di Trecate, club col quale vince la Coppa Italia di Serie A2 ed ottiene la promozione in massima serie; nell'estate del 2001 vince con la nazionale la medaglia d'oro prima al World Grand Prix e poi al campionato nordamericano, dove riceve il premio di miglior muro della competizione. Nella stagione successiva gioca nella massima serie italiana con la Romanelli Volley di Firenze; al termine della stagione vince con la nazionale la medaglia d'argento al campionato mondiale 2002.
Nella stagione 2003 gioca nella Liga Superior portoricana per le Chicas de San Juan, ma è tuttavia con la nazionale che ottiene i risultati migliori: durante l'estate del 2003 si aggiudica nell'ordine la medaglia d'oro alla Coppa panamericana, la medaglia di bronzo al World Grand Prix, un altro oro al campionato nordamericano ed un altro bronzo alla Coppa del Mondo; un anno dopo invece vince l'argento alla Coppa panamericana ed un altro bronzo al World Grand Prix, ritirandosi dalla nazionale al termine dell'estate.
Nella stagione 2004-05 gioca nella Voleybolun 1.Ligi turca col Beşiktaş Jimnastik Kulübü; al termine del campionato decide di ritirarsi. Torna poi sui suoi passi nella stagione 2008, quando torna a giocare nella Liga Superior portoricana per le Criollas de Caguas, ritirandosi nuovamente dall'attività agonistica una volta conclusosi il campionato.

## Palmarès

### Club
- Coppa Italia di Serie A2: 1

2000-01

### Nazionale (competizioni minori)
- Giochi panamericani 1999
- Coppa panamericana 2003
- Coppa panamericana 2004

### Premi individuali
- 2001 - Campionato nordamericano: Miglior muro